# Белозерьевское сельское поселение
Белозерьевское сельское поселение — муниципальное образование в Ромодановском районе Республики Мордовия. Административный центр поселения — село Белозерье.

## История
Белозерье — татарское село в Ромодановском районе. В списке населённых лист Пензенской губернии 1869 года «Белозерье» /Озерки/ — село казённое из 78 дворов Саранского уезда.
Основано средине XVll века темниковскими служилыми татарами, прибывшими на Атемарскую засечную черту юго — восточной границы Российского государства. В «Атемарской десятине 1679—1680 года» о первых поселенцах сообщается: «Дмитрий Исянгилдин служит великого государя рейтарскую службу лет 20 и больше, а латы были даны с рейтаром деревни „Белозерье“ Кулмаем Уразгилдиным. Поместной земли за ним в Саранском уезде в разных листах 70 частей (6,338)». Названо по озеру Белое. Такое название оно получило в связи с чистой, прозрачной водой.